# Верђаска (Новара)
Верђаска је насеље у Италији у округу Новара, региону Пијемонт.
Према процени из 2011. у насељу је живело 24 становника. Насеље се налази на надморској висини од 272 м.